# رادنی هود
رادنی هود (انگلیسی: Rodney Hood؛ زادهٔ ۲۰ اکتبر ۱۹۹۲) بازیکن بسکتبال اهل ایالات متحده آمریکا است.
از باشگاه‌هایی که در آن بازی کرده‌است می‌توان به بسکتبال مردان دوک بلو دولز، کلیولند کاوالیرز، پورتلند تریل بلیزرز، و یوتا جاز اشاره کرد.